# 大伴馬来田
大伴 馬来田（おおとも の まくた）は、飛鳥時代の人物。名は望多、望陀とも書き、房総（馬来田村・望陀郡）とのつながりを指摘する向きもある。姓は連。大徳冠・大伴咋の子。冠位は贈大紫。

## 経歴

### 壬申の乱
大伴氏は馬来田の兄・長徳が孝徳天皇に仕え重職にあったが、白雉2年（651年）に長徳が亡くなってから不遇であった。そのため壬申の乱の前に馬来田は病気を称して都から退き、弟・吹負と共に倭（大和国）の自宅にいた。彼等は次の天皇は吉野宮にいる大海人皇子（のち天武天皇）だろうと考えていた。
6月24日に大海人皇子が挙兵を決意して行動を起こすと、馬来田らは大海人皇子に味方することを決めた。吹負は大和に残って同志を募り、馬来田はまず吉野宮に行った。しかし大海人皇子は去った後で、馬来田は黄書大伴と共に皇子を追い、その日のうちに菟田（大和国宇陀郡）の吾城で追いついた。黄書大伴はこの日に倭京（飛鳥の古都）に使者にたって戻るところで、どの時点で馬来田と会ったかは『日本書紀』に明記されないが、大伴兄弟に事を知らせた当人である可能性が高い。
この後、吹負は大和方面の将軍として華々しい活躍をしたが、馬来田の軍功は伝わらない。戦場に立てば必ず指揮官のうちに名を挙げられたはずなので、馬来田は戦場に出なかったと推測できる。大海人皇子を補佐して後方にいたのであろう。

### 天武朝
戦後、馬来田が功により100戸を封じられたことが『続日本紀』大宝元年（701年）7月21日条から知られる。壬申の乱で大海人皇子に味方した氏族は中小のものが多く、馬来田は大伴氏を率いる立場にあって非常な高位にあってよいはずだが、『日本書紀』が記す天武朝の事績の中に馬来田の名は現れない。『公卿補任』は大伴望陀連を天武天皇の大納言と記し、『一代要記』には大伴堅泡連が天武天皇の大納言とあり、堅泡は望陀の誤記か誤写と思われる。ただし、この二書はいずれも平安時代以降のもので、かつ、天武天皇の時代には大納言はなく、大・中・少に分かれない納言があったと考えられている。
大伴望多（馬来田）は天武天皇12年（683年）6月3日に死亡した。天皇は大いに驚き、泊瀬王を遣わして弔問し、壬申の乱での望多の勲と、大伴氏の先祖が代々果たした功を述べさせ、賞を下した。大紫の位を贈り、鼓吹して葬った。厚い礼遇である。

## 系譜
- 父：大伴咋
- 母：不詳
- 生母不明の子女
  - 男子：大伴道足（?-741?）[5]